# Archelange
Archelange és un municipi francès situat al departament del Jura i a la regió de Borgonya - Franc Comtat. L'any 2007 tenia 227 habitants.

## Demografia

### Població
El 2007 la població de fet d'Archelange era de 227 persones. Hi havia 84 famílies de les quals 8 eren unipersonals (8 dones vivint soles i 8 dones vivint soles), 32 parelles sense fills, 36 parelles amb fills i 8 famílies monoparentals amb fills.
La població ha evolucionat segons el següent gràfic:
Habitants censats

### Habitatges
El 2007 hi havia 97 habitatges, 85 eren l'habitatge principal de la família, 7 eren segones residències i 5 estaven desocupats. 91 eren cases i 6 eren apartaments. Dels 85 habitatges principals, 74 estaven ocupats pels seus propietaris i 11 estaven llogats i ocupats pels llogaters; 2 tenien dues cambres, 7 en tenien tres, 23 en tenien quatre i 53 en tenien cinc o més. 75 habitatges disposaven pel capbaix d'una plaça de pàrquing. A 28 habitatges hi havia un automòbil i a 54 n'hi havia dos o més.

### Piràmide de població
La piràmide de població per edats i sexe el 2009 era:
| Homes | Edats   | Dones |
| ----- | ------- | ----- |
| 0     | 95 o +  | 0     |
| 0     | 90 a 94 | 0     |
| 0     | 85 a 89 | 0     |
| 4     | 80 a 84 | 8     |
| 0     | 75 a 79 | 0     |
| 4     | 70 a 74 | 4     |
| 0     | 65 a 69 | 0     |
| 4     | 60 a 64 | 0     |
| 4     | 55 a 59 | 4     |
| 20    | 50 a 54 | 16    |
| 8     | 45 a 49 | 24    |
| 8     | 40 a 44 | 8     |
| 8     | 35 a 39 | 4     |
| 8     | 30 a 34 | 4     |
| 4     | 25 a 29 | 4     |
| 8     | 20 a 24 | 12    |
| 8     | 15 a 19 | 8     |
| 12    | 10 a 14 | 16    |
| 8     | 5 a 9   | 4     |
| 0     | 0 a 4   | 4     |

## Economia
El 2007 la població en edat de treballar era de 157 persones, 115 eren actives i 42 eren inactives. De les 115 persones actives 109 estaven ocupades (57 homes i 52 dones) i 6 estaven aturades (3 homes i 3 dones). De les 42 persones inactives 10 estaven jubilades, 17 estaven estudiant i 15 estaven classificades com a «altres inactius».

### Ingressos
El 2009 a Archelange hi havia 91 unitats fiscals que integraven 252 persones, la mediana anual d'ingressos fiscals per persona era de 19.958,5 €.

### Activitats econòmiques
Dels 3 establiments que hi havia el 2007, 1 era d'una empresa de transport, 1 d'una empresa d'informació i comunicació i 1 d'una empresa classificada com a «altres activitats de serveis».
L'any 2000 a Archelange hi havia 3 explotacions agrícoles.

## Equipaments sanitaris i escolars
El 2009 hi havia una escola elemental integrada dins d'un grup escolar amb les comunes properes formant una escola dispersa.

## Poblacions més properes
El següent diagrama mostra les poblacions més properes.